# Gabriel Kolko
Gabriel Kolko (Paterson, 17 augustus 1932 – Amsterdam, 19 mei 2014) was een Amerikaans historicus die woonachtig was in Nederland.

## Loopbaan
Kolko promoveerde aan de Harvard-universiteit in 1962. Na zijn afstuderen doceerde hij aan de University of Pennsylvania en aan de State University of New York in Buffalo. In 1970 kreeg hij een aanstelling bij de History Department van York University in Canada. Hij is sinds 1986 als emeritus hoogleraar verbonden aan deze universiteit. Kolko heeft vooral onderzoek gedaan naar de Amerikaanse politieke geschiedenis, buitenlandse politiek en Amerikaanse oorlogen in de twintigste eeuw.
Kolko heeft een belangrijke bijdrage geleverd aan de geschiedschrijving over de Vietnamoorlog. In zijn boek The Roots of American Foreign Policy (1969), stelde Kolko dat het falen van Amerika om de oorlog te 'winnen' het onvermogen aantoonde van de Amerikaanse 'containment-politiek'.

## Politieke opvattingen
Kolko noemde zichzelf links, maar kritiseerde het marxisme vanwege zijn historisch determinisme. Ook kritiseerde hij de ondemocratische en autoritaire elementen in theorie en beleid van Lenin, Stalin en Mao. In zijn boek After Socialism, Reconstructing Critical Social Thought (2006) concludeert Kolko dat Marx de beweegredenen van de arbeidersbeweging tot actie of inactie te zeer versimpelde. Grote theorieën over mens en maatschappij zoals het socialisme zijn volgens Kolko onbruikbaar omdat ze niet met de werkelijkheid overeenkomen.
Kolko schreef voor het politieke tijdschrift CounterPunch en de Engelstalige editie van Le Monde Diplomatique.
Hij woonde in Amsterdam aan de Wittenburgergracht, waar hij ook in mei 2014 overleed op 81-jarige leeftijd.